# Тактичний шутер
Тактичний шутер (англ. tactical shooter, також зустрічається назва «командний шутер») — один із піджанрів шутерів. Тактичний шутер може бути з виглядом як від першої, так і від третьої особи. Деякі шутери поєднують вид від першої і третього особи, дозволяючи гравцеві перемикатися між ними. Основна особливість, що відрізняє тактичні шутери від інших — реалістичніша симуляція бойових умов. Важливим аспектом ігрового процесу подібних шутерів є робота в команді, яка може складатися як з інших гравців, так і з комп'ютерних персонажів.
Типовий сюжет тактичного шутера — боротьба поліції з організованою злочинністю, спецназу з терористами. Дії можуть відбуватися як у сьогоденні, так і в недалекому минулому або майбутньому.
Основний акцент у тактичних шутерах робиться на реалістичне моделювання поведінки зброї, здібності персонажа і використанні особливостей місцевості.

## Загальні принципи

### HUD (Head-Up Display)

Приклад хаду з гри Operation Flashpoint: Cold War Crisis, приціл, віконце з радіо повідомленням та відстань до лідера групи

У деяких тактичних шутерах, відсутня перехрестя прицілу. У деяких перехресті прицілу відсутній лише під час бігу (Tom Clancy's Rainbow Six: Vegas 2). Також розробники заохочують використання незнімних прицільних пристосувань (англ. iron sight) або навісних оптичних прицілів. У деяких іграх заміною перехрестя прицілу може служити лазерний цілевказівник.
У більшості тактичних шутерів інтерфейс прагне до мінімалістичності і реалістичності. Може бути відсутнім, наприклад, лічильник патронів або покажчик запасу здоров'я.

### Зброя
У тактичних шутерах розробники намагаються наблизити ТТХ зброї до реальних прототипів. Як правило, увагу розробників акцентується на реалістичною симуляції віддачі зброї та її купчастості стрільби. У тактичних іграх купчастість стрільби зброї вище, якщо гравець використовує альтернативні прицільні пристосування (наприклад, незнімні прицільні пристосування замість перехрестя прицілу). Також збільшення купчастості, можна домогтися стріляючи з положення «сидячи», положення «лежачи» дозволяє досягти максимальної купчастості.
Найефективнішим видом стрільби для автоматичної зброї (автоматичних гвинтівок, пістолетів-кулеметів, легких ручних кулеметів) є стрільба короткими чергами, тому що під час безперервної стрільби керованість зброєю погіршується через віддачу.

### Можливості протагоніста
У всіх тактичних шутерах розробники прагнуть найбільш імовірно симулювати можливості протагоніста, максимально наблизивши їх до можливостей реальних людей. Це позначається, у першу чергу, на максимально можливому запасі зброї та амуніції. Якщо в стандартних шутерах гравець може нести на собі всі доступні види озброєння і величезний боєзапас патронів до них, то в тактичних шутерах гравець, як правило, лімітований одним основним і одним допоміжним видом зброї (наприклад, автоматичною гвинтівкою та пістолетом). Деякі тактичні шутери дозволяють переносити, крім пістолета, дві або три основні одиниці зброї.
Також у тактичних шутерах зменшена швидкість бігу, а в деяких заборонені стрибки. У режимі швидкого бігу («спринту») неможлива стріляти. Крім того, на швидкість переміщення можуть накладатися штрафи, пов'язані з вагою переносимого зброї та наявністю зброї в руках. Положення «лежачи» і нахили тулуба першими з'явилися саме в тактичних шутерах.
У деяких тактичних шутерах запроваджено спрощений рукопашний бій.

### Мультиплеєр
Мультиплеєрні тактичні шутери фокусуються на співпраці всередині команди гравців різних атакуючих, оборонних та допоміжних класів і технічних фахівців. Завдання команди — досягнення певних цілей, а не вбивство всіх ворогів на рівні (як у більшості традиційних шутерах). Таким чином, тактичний елемент зосереджується на об'єднанні зусиль і співпраці членів команди, а не на індивідуальних діях і особистому героїзмі. Основними інструментами в грі є, так звана тактична карта і контекстне меню, за допомогою яких можна віддавати накази своїм підопічним і організовувати інші дії (наприклад, наведення бойової авіації або артилерійських ударів). До таких мультіплєєрниє ігор відносяться серія Battlefield, Wolfenstein: Enemy Territory та Enemy Territory: Quake Wars.

## Спільнота тактичного реалізму
Навколо тактичних шутерів утворилося співтовариство гравців з метою поліпшення реалізму гри. Ця спільнота зосереджена навколо ігор і модифікацій з високим ступенем реалізму. Ігри, модифікації, і ігрові сервери проводять в життя і заохочують реалістичний ігровий процес через правила, яким гравці на сервері повинні слідувати.

## Найвизначніші ігри
- Battlefield
- US Navy SEALs
- Brothers in Arms
- Delta Force
- Hidden & Dangerous
- Red Orchestra: Ostfront 41-45
- SWAT
- Rainbow Six
- Ghost Recon
- Operation Flashpoint: Cold War Crisis
- America's Army
- Insurgency
- Armed Assault
- ArmA 2
- Vietcong
- Deadly Dozen
- True Combat: Elite